# Elena Azarova
Elena Yuryevna Azarova (Moscou, 5 de junho de 1973) é uma nadadora sincronizada russa, bicampeã olímpica.

## Carreira
Elena Azarova representou seu país nos Jogos Olímpicos de 1996 a 2004, ganhando a medalha de ouro por equipes em: 2000 e 2008, Em 1996 ficou na 4º posição.